# Dolno Srptsi
Dolno Srptsi (en macédonien Долно Српци) est un village du sud-ouest de la Macédoine du Nord, situé dans la municipalité de Mogila. Le village comptait 479 habitants en 2002.

## Démographie
Lors du recensement de 2002, le village comptait :
- Macédoniens : 478
- Autres : 1